# Глиняные голубки
«Глиняные голубки» — третья книга стихов Михаила Кузмина.
Впервые сборник был издан (с подзаголовком «Третья книга стихов») издательством М. И. Семёнова в мае 1914 года. Второе издание было осуществлено в Берлине издательством «Петрополис». Автором обложки первого издания был А. Божерянов, второго — Н. И. Альтман.
Сборник состоит из трёх частей. Первая из них представляет собой стихотворный цикл «Весёлый путь».
По словам Н. А. Богомолова, третья книга стихов и созданный одновременно сборник рассказов «Зелёный соловей» в немалой степени «ориентированы на массового читателя, построены на упрощении смысловой структуры, узнавании общеизвестного».